# モーガン茉愛羅
モーガン 茉愛羅（モーガン まあら、Mala Morgan、1997年9月11日 - ）は、日本のファッションモデル、フォトグラファー。東京都出身。LDH JAPAN所属。

## 人物
父親がイギリス人で、母親が日本人。兄が1人、弟が1人いる。
2021年10月20日、俳優の松田龍平との結婚と妊娠を発表（松田は再婚）。2022年3月12日に第1子男児を出産した。

## 出演

### テレビ
- NHK高校講座 国語表現（2014年 - 2018年、NHK Eテレ）
- コヤブガチピン写真館（2016年 、フジテレビ）

### テレビドラマ
- チア☆ドル（2015年、ABCテレビ） - 茂木ローザ 役
- 昼のセント酒（2016年、テレビ東京）
- ウルトラマンオーブ（2016年、テレビ東京） - タマユラ姫 役

### CM
- 辰巳電子工業 プリ機（2015年）
- ユニバーサル・スタジオ・ジャパン（2016年）

### Web
- ロザリームーン Look Book 2015 Spring（2014年 - 2015年）
- ISBIT DAIKANYAMA 2015夏展（2015年）
- UNIQLO TODAY'S PICK UP（2019年）
- HOUYHNHNM（2019年）
- Need Supply（2019年）

### ゲーム
- DEATH STRANDING（2019年） - カイラル・アーティスト 役

### 広告
- 西武百貨店 TOKYO FAST YUKATA WEEKS（2014年）
- アディダス neo（2016年）
- LUMINE EST「AUTUMN SWITCH」（2019年）

### スチール
- グラストニア（2016年）
- オンディーヌ 振袖（2016年）

### ミュージックビデオ
- eill「MAKUAKE」（2018年）[6]
- 崎山蒼志「花火」（2021年）

### 映画
- エッシャー通りの赤いポスト（2021年）[7]

### 舞台
- 赤鬼（2020年8月6日 - 10日[注 1]、東京芸術劇場・シアターイースト）[8]

### 始球式
- 【パーソル パ・リーグ公式戦】 千葉ロッテマリーンズ vs 北海道日本ハムファイターズ 16回戦（2024年7月19日、ZOZOマリンスタジアム）[9]

## 書籍
- 月刊 石橋静河（2022年3月10日、撮影：モーガン茉愛羅、小学館、ISBN 978-4-0968-2387-3）